# گابریلا لاپریر دکانی
گابریلا لاپریر دکانی (زادهٔ ۱۸۶۶) روزنامه‌نگار، سوسیالیست و یک فعال در زمینه گسترش بهداشت عمومی اهل کشور آرژانتین بود. او یک مرکز سوسیالیستی فمینیستی را در حزب سوسیالیست آرژانتین را تأسیس کرد و در کمیته اجرایی این حزب فعالیت می‌کرد. او اولین زن فعال در این حزب بود. او یک روشنفکر پیشرو بود که انرژی خود را وقف مسائل فمینیستی مربوط به زنان شاغل در آرژانتین می‌کرد.

## اوایل زندگی
او در سال ۱۸۶۶ در بوردو فرانسه به دنیا آمد. اطلاعات بیشتری در مورد اوایل زندگی او در دسترس نیست، به جز اینکه او رمانی در مورد «تلاش‌های زنان برای کمک به کودکان بیمار» نوشته است. او در سن ۱۸ سالگی با دکتر امیلیو کانی، پزشک مشهور بهداشت عمومی از بوئنوس آیرس که فعالانه درگیر مسائل مهاجرت و بهداشت بود، ازدواج کرد. گابریلا با همسرش به آرژانتین مهاجرت کرد. فعالیت‌های همسر گابریلا در زمینه سلامت زنان باعث تحسین و علاقه شدید گابریلا نسبت به همسرش بود.

## حرفه
در سال‌های اولیه مهاجرت گابریلا و همسرش به آرژانتین، گابریلا دائماً شاهد مراجعه‌کنندگانی بود که از امیلیو که مدیر کمک‌های عمومی در بوئنوس آیرس بود، کمک می‌خواستند. همه این موارد مراجعه مربوط به موضوعاتی چون: سلامت، مسکن، شرایط زندگی، کودکان بی‌بضاعت و بیکاری در بین مردان و زنان مختلف بود. این زوج که نتوانستند با این وضعیت کنار بیایند به پاریس مهاجرت کردند. در سال ۱۸۹۵ بار دیگر آنها به آرژانتین بازگشتند، اما شوهرش امیلیو به دلیل سکته مغزی فلج شد و ماه‌ها به کما رفت. گابریلا پس از سکته همسرش، وظایف او را بر عهده گرفت و به افرادی که برای دریافت کمک نزد آنها می‌آمدند کمک می‌کرد. در سال ۱۹۰۱، شهرداری بوئنوس آیرس به گابریلا اجازه داد تا در مورد شرایط کار زنان و کودکان مطالعه کند و در این باره گزارش تهیه کند. در طول این مأموریت، او به‌طور گسترده در محله‌های این شهر گشت و گذار می‌کرد و از شرایط زندگی غیرانسانی، کمبود امکانات بهداشتی، کمبود امکانات غذایی، تغذیه نامناسب، مردمی که در فقر شدید، کمبود برق و بسیاری مصائب دیگر زندگی می‌کردند، وحشت زده شد.
پس از این ارزیابی، او بسیاری از برنامه‌های توانبخشی خود مانند تأمین جیره غذایی و راه‌اندازی مهدکودک‌ها در محل کار را آغاز کرد تا کارگران زن بتوانند به نوزادان خود شیر دهند و دسترسی بهتر به خدمات شهری و مسکن را بهبود بخشید. او از کارخانه‌ها بازدید کرد و از رفتار خشن صاحبان آن در برخورد با کارمندانشان گزارش تهیه کرد. این گزارش‌ها از طریق نوشته‌هایش در روزنامه‌ها مورد توجه عموم قرار گرفت. او یک گزارش چهار قسمتی از یافته‌های خود تهیه کرد و پیشنهادی را برای تصویب قوانین کار که از زنان و کودکان حمایت می‌کرد را به مجلس آرژانتین ارائه کرد. این لایحه پس از مرگ او در سال ۱۹۰۷ توسط مجلس تصویب شد.

## مرگ
او در ۸ ژانویه ۱۹۰۷ در سن ۴۰ سالگی بر اثر بیماری قلبی که از دوران جوانی درگیرش بود، درگذشت.
در همان سال ۱۹۰۷ مجموعه‌ای از داستان‌های کودکان به زبان فرانسوی را با عنوان "Ames d'enfants" منتشر کرد. کتاب او بعدها به اسپانیایی نیز ترجمه شد و تحت عنوان "آلما د نینو" منتشر شد.

### میدان گابریلا لاپریر
در بندر مادرو  که محله‌ای در بوئنوس آیرس است میدانی وجود دارد که نام او را بر آن گذاشته‌اند.